# Antonio Berni
Delesio Antonio Berni (Rosario, 14 mei 1905 – Buenos Aires 13 oktober 1981) was een Argentijns figuratief kunstenaar. Hij maakte schilderijen, collages, gravures en illustraties. Hij wordt geassocieerd met de beweging die bekend staat als Nuevo Realismo ("Nieuw realisme"), een Latijns-Amerikaanse uitbreiding van het sociaal realisme. Zijn werk, waaronder een reeks collages van Juanito Laguna die armoede en de effecten van industrialisatie in Buenos Aires weergeven, is over de hele wereld tentoongesteld.

## Biografie

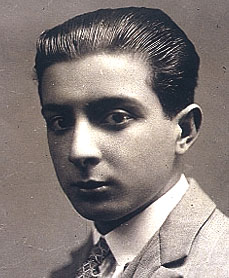
Berni in de jaren 1920

### Vroege leven
In 1914 werd Berni leerling van de Catalaanse ambachtsman N. Bruxadera bij het glas in lood bedrijf Buxadera en Co.Later leerde hij schilderen aan het Rosario Catalá Center, waar hij werd beschreven als een wonderkind. In 1920 werden zeventien van zijn olieverfschilderijen tentoongesteld in de Salon Mari. Op 4 november 1923 werden zijn impressionistische landschappen geprezen door critici in de dagbladen La Nación en La Prensa.

### Parijs
De Jockey Club van Rosario heeft Berni een studiebeurs toegekend om in 1925 in Europa te gaan studeren. Hij koos ervoor om Spanje te bezoeken, omdat de Spaanse schilderkunst in zwang was, met name de kunst van Joaquín Sorolla, Ignacio Zuloaga, Camarasa Anglada en Julio Romero de Torres. Maar na een bezoek aan Madrid, Toledo, Segovia, Granada, Córdoba en Sevilla. Toch koos hij er uiteindelijk voor om zich in Parijs te vestigen waar collega-Argentijnse kunstenaars Horacio Butler, Aquiles Badi, Alfredo Bigatti, Xul Solar, Héctor Basaldua en Lino Enea Spilimbergo aan het werk waren. Hij volgde de workshops "City of Lights", gegeven door André Lhote en Othon Friesz in Académie de la Grande Chaumière.
Na een korte terugkeer naar Rosario kreeg hij een subsidie van de provincie Santa Fe om nogmaals naar Parijs te gaan. Berni bestudeerde het werk van Giorgio de Chirico en René Magritte en raakte geïnteresseerd in het surrealisme.  Hij noemde het: "een nieuwe visie op kunst en de wereld, de stroming die een hele jeugd vertegenwoordigt, hun humeur en hun interne situatie na het einde van de Wereldoorlog. Een dynamische en echt representatieve beweging." Zijn surrealistische werken uit de late jaren 1920 en vroege jaren 1930 omvatten La Torre Eiffel en la Pampa (de Eiffeltoren in Pampa), La siesta y su sueño (De slaap en zijn droom) en La muerte acecha en cada esquina (De dood loert om elke hoek)
Gedurende zijn verblijf in Frankrijk begon Berni ook met het bestuderen van marxistische en communistische politiek, waaronder de  theorie van Henri Lefebvre. Lefebvre introduceerde Berni in 1928 bij de communistische dichter Louis Aragon. Berni bleef corresponderen met Aragon nadat hij Frankrijk had verlaten. Tijdens zijn verblijf in Parijs hielp Berni bij het verspreiden van kranten en tijdschriften voor Aziatische minderheden, ook droeg hij illustraties bij.

### Nuevo Realismo
In 1931 keerde Berni terug naar Rosario. Het Argentinië van de jaren 1930 was heel anders dan het Parijs van de jaren 1920. Hij was getuige van arbeidsdemonstraties en de ellendige gevolgen van werkloosheid en was geschokt door het nieuws van een militaire staatsgreep in Buenos Aires. Surrealisme bracht de frustratie of hopeloosheid van het Argentijnse volk niet over. Berni organiseerde Mutualidad de Estudiantes y Artistas en werd lid van de lokale communistische partij.
Berni ontmoette de Mexicaanse kunstenaar David Alfaro Siqueiros die grootschalige politieke muurschilderingen op openbare gebouwen schilderde en Argentinië bezocht om lezingen te geven en zijn werk tentoon te stellen in een poging 'kunstenaars op te roepen deel te nemen aan de ontwikkeling van een proletarische kunst'. In 1933 creëerden Berni, Siqueiros, Spilimbergo, Juan Carlos Castagnino en Enrique Lázaro de muurschildering Ejercicio Plástico (Plastic Oefening). Maar uiteindelijk zag Berni niet veel heil in het effect van dergelijke muurschilderingen. In plaats daarvan begon hij realistische beelden te schilderen die de worstelingen en spanningen van het Argentijnse volk uitbeeldden. Zijn populaire Nuevo Realismo-schilderijen zijn onder meer Desocupados (De Werkelozen) en Manifestación (Manifestatie).

### De jaren 1940 en 1950
In 1941 reisde Berni op verzoek van de Comisión Nacional de Cultura naar Bolivia, Ecuador, Peru en Colombia om precolumbiaanse kunst te bestuderen. Zijn schilderij Mercado indígena (Indische markt) is gebaseerd op de foto's die hij tijdens deze reis heeft gemaakt. 
In de jaren veertig waren er verschillende revoluties en staatsgrepen in Latijns-Amerika, waaronder het verdrijven van de Argentijnse president Ramón Castillo in 1943. Berni reageerde met meer politieke schilderijen, waaronder Masacre ( Bloedbad) en El Obrero Muerto (De Dode Arbeider).
Van 1951 tot 1953 woonde Berni in Santiago del Estero, een provincie in het noordwesten van Argentinië. In deze periode schilderde hij de serie Motivos santiagueños en Chaco, die later werden tentoongesteld in Parijs, Berlijn, Warschau, Boekarest en Moskou.

### Juanito Laguna
Berni's werk na de jaren 1950 kan worden gezien als 'een synthese van pop-art en sociaal realisme'. Hij begon met het verzamelen van afgedankt materiaal en maakte een reeks collages getiteld Juanito Laguna. De serie werd een sociaal verhaal over industrialisatie en armoede en wees op de extreme verschillen tussen de rijke Argentijnse aristocratie en de 'Juanitos' van de sloppenwijken. 
Opmerkelijke werken uit de serie van Juanito omvatten Retrato de Juanito Laguna (Portret van Juanito Laguna), El mundo prometido a Juanito (De Wereld beloofd aan Juanito) en Juanito va a la ciudad (Juanito gaat naar de stad). Met Juanito (en Ramona Montiel, een vergelijkbaar vrouwelijk personage) won Berni de Grand Prix voor prentkunst op de Biënnale van Venetië in 1962.

### Overlijden
Antonio Berni stierf op 13 oktober 1981 in Buenos Aires, waar hij aan een Martín Fierro monument voor Martín Fierro had gewerkt. Het monument werd ingehuldigd in San Martín op 17 november van hetzelfde jaar.

## Erkenning
Sinds de jaren 1960 hebben diverse Argentijnse muzikanten liederen geschreven en gemaakt rondom Juanito Laguna. Mercedes Sosa nam bijvoorbeeld Juanito Laguna remonte un barrilete en La navidad de Juanito Laguna op. In 2005 verscheen er een cd ter viering van het honderdjarige jubileum van Berni's geboortedag, met liederen van diverse artiesten, zoals César Isella en Eduardo Falú.

## Varia
In juli 2008 werden vijftien schilderijen van Berni tijdens een transport van een buitenwijk van Buenos Aires naar het Museo Nacional de Bellas Artes gestolen. 

## Foto's

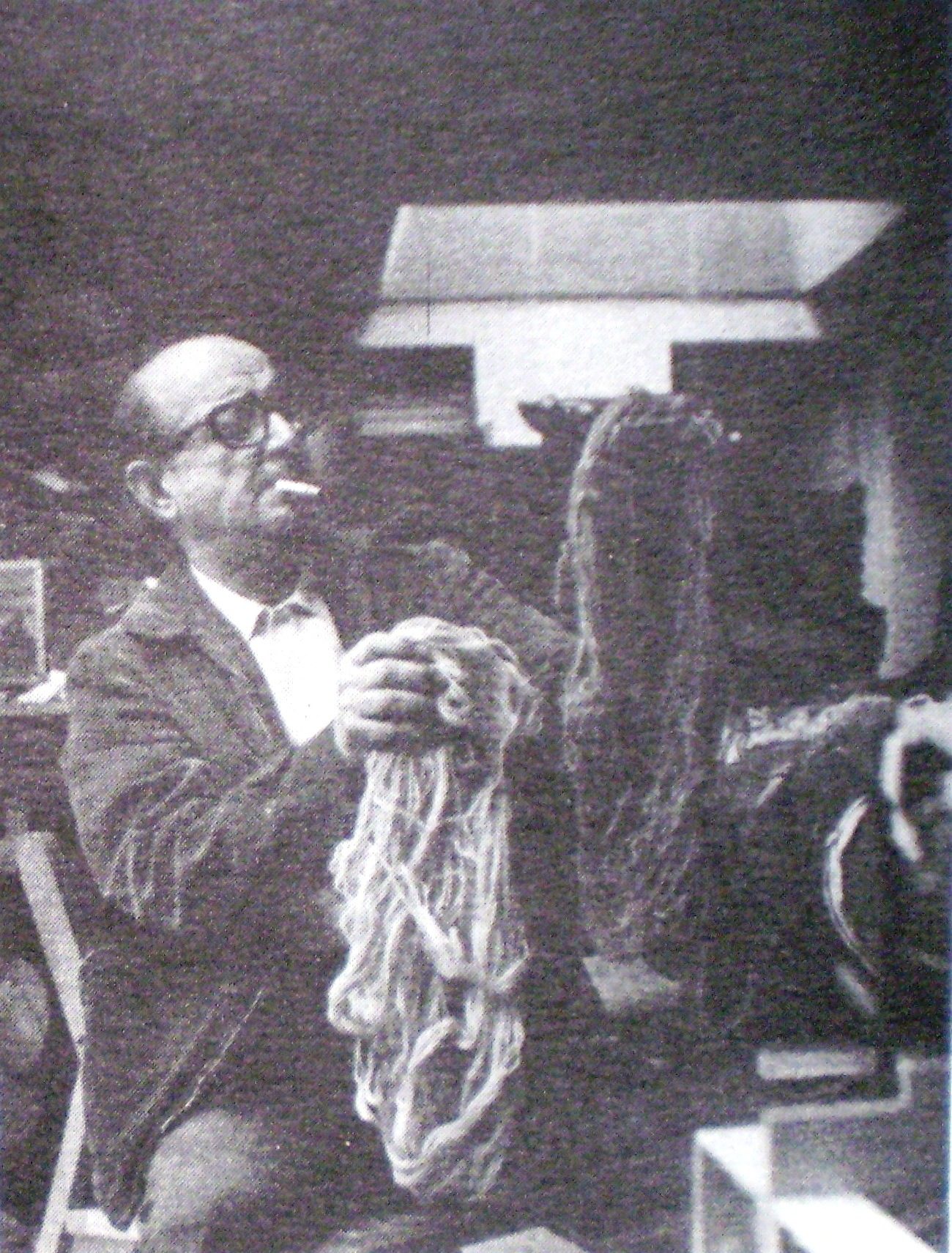
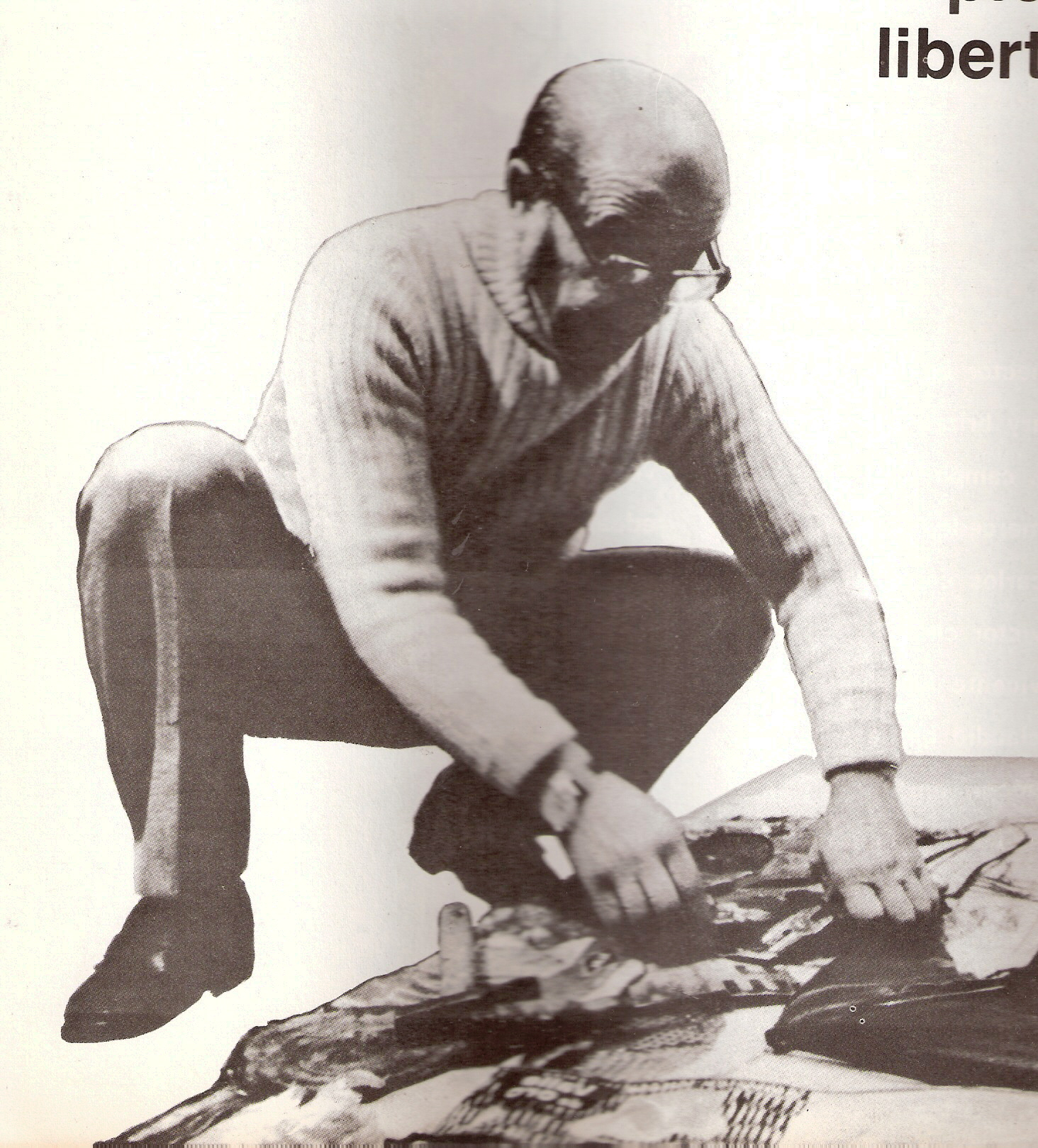
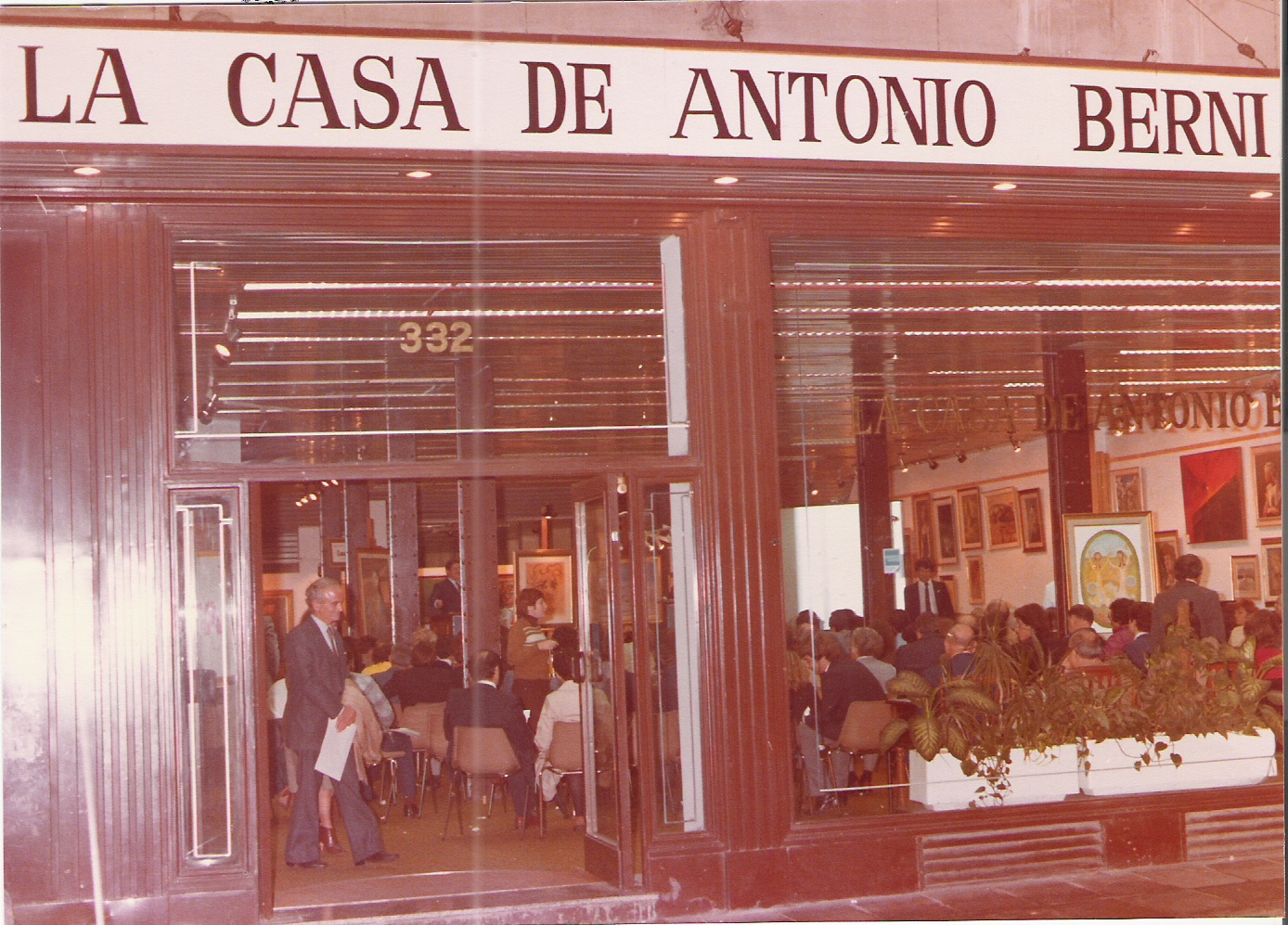